# Wrzeście (Wicko)
Wrzeście (deutsch Freist, Kr. Lauenburg i. Pom.) ist ein Dorf im Verwaltungsbezirk Landgemeinde Wicko (Vietzig) der polnischen Woiwodschaft Pommern und gehört zum Powiat Lęborski (Lauenburger Kreis).

## Geographische Lage
Das Dorf liegt in Hinterpommern, etwa 120 Kilometer ostnordöstlich von Köslin, 18 Kilometer nordnordwestlich von Lauenburg i. Pom. und neun Kilometer südsüdöstlich von Leba. Durch das Dorf fließt ein Bach, der aus dem Roschützer See entspringt.

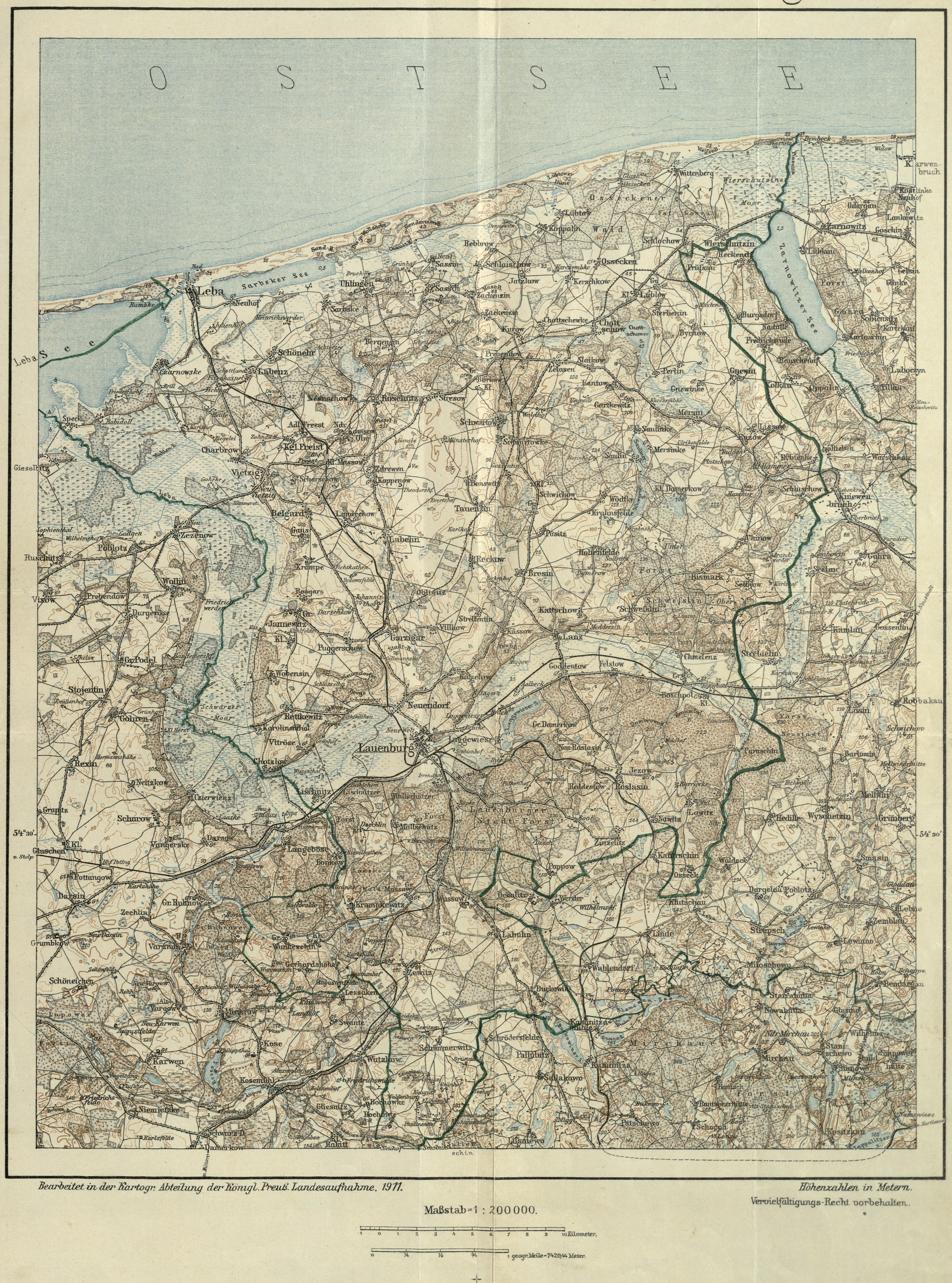
Königlich Freist (Kgl. Freist) sowie – nordöstlich bzw. südöstlich davon – Adlig Freest (Adl. Freest) und Bahnhof Freest (Bhf. Freest), nordnordwestlich von Lauenburg in Pommern und südsüdöstlich von Leba, auf einer Landkarte von 1911

Freist (A. Freist), ostnordöstlich von Köslin, nordnordwestlich von Lauenburg in Pommern und südsüdöstlich von Leba, auf einer Landkarte von 1910

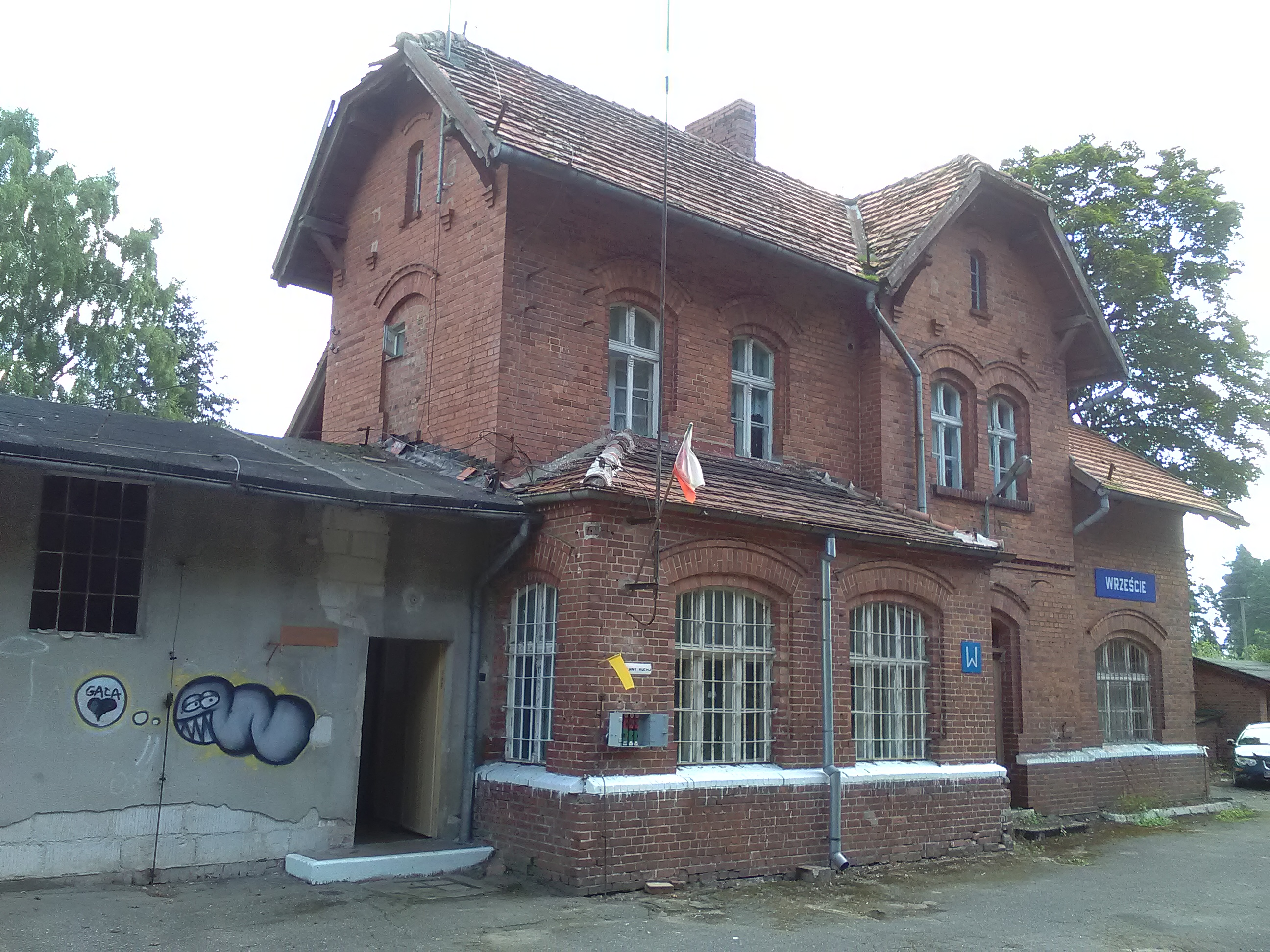
Ehemalige Bahnstation Freest (Kr. Lauenburg Pom.) an der Strecke Lauenburg (Pom.) – Leba (2017)

## Geschichte
Um 1780 hatte das Amtsdorf Freist des königlichen Amts Lauenburg einen Freischulzenhof, neun Bauernstellen, zwei Kossäten, ein Büdnerhaus, eine 1782 auf Staatskosten erbautes lutherisches Schulhaus, einen abseits des Dorfkerns in einem kleinen Fichtenwald gelegenen Holzwärterkaten und 18 Feuerstellen (Haushaltungen); zum Amt Lauenburg gehörte die Freistsche Mühle, eine Erbwassermühle, die die Einwohner des Dorfs Freist zu Zwangsmahlgästen hatte. An das Dorf grenzte der Gutsbezirk Freest oder Freist, auch Adlig Freest oder Adlig Freist genannt, auf dem ein Vorwerk, eine von einem Bach angetriebene Mahl- und Schneidemühle, drei Bauernstellen, fünf Kossäten, ein Schulmeister, ein Eichen- und Buchenwald, drei Fischteiche und 17 Feuerstellen waren und der sich im Besitz von Carl Heinrich von Somnitz auf Charbrow befand.  Letzterer hatte den Gutsbezirk am 6. Oktober 1781 von der Familie Weiher erworben; seine Mutter war eine geborene Sophia Konstantia von Weiher.
Am 1. April 1927 hatte das benachbarte Gut Adlig Freest eine Flächengröße von 851 Hektar, und am 16. Juni 1925 hatte der Gutsbezirk 256 Einwohner. Am 30. September 1928 wurden der Gutsbezirk Adlig Freest in die Landgemeinde Königlich Freist eingegliedert und die Landgemeinde Königlich Freist in Freist, Kr. Lauenburg i. Pom., umbenannt.
Anfang der 1930er Jahre hatte die Landgemeinde Freist eine Flächengröße von 16,5 km². Innerhalb der Gemeindegrenzen standen insgesamt 82 bewohnte Wohnhäuser
an sieben verschiedenen Wohnstätten:
1. Freest
2. Freist, Kr. Lauenburg i. Pom.
3. Grünhof
4. Holzwärterkaten
5. Mühle
6. Zohnda
7. Zweisitz

Um 1935 gab es in (Königlich) Freist unter anderem einen Gasthof, zwei Gemischtwarenläden, zwei Mühlen, fünf Tischlereien und drei Viehhandlungen.
Bis 1945 bildete Freist eine Landgemeinde im Landkreis Lauenburg in Pommern im Regierungsbezirk Köslin der preußischen Provinz Pommern des Deutschen Reichs. Freist war Amtssitz des Amtsbezirks Freist.
Gegen Ende des Zweiten Weltkriegs besetzte im Frühjahr 1945 die Rote Armee die Region. Bald darauf wurde Hinterpommern zusammen mit Westpreußen und der südlichen Hälfte Ostpreußens von der Sowjetunion der Volksrepublik Polen zur Verwaltung überlassen. In Freist trafen danach polnische Zivilisten ein, von denen die einheimischen Dorfbewohner aus ihren Häusern und Wohnungen gedrängt wurden. Freist wurde unter der polonisierten Ortsbezeichnung ‚Wrzeście‘ verwaltet. In der darauf folgenden Zeit wurden die einheimischen Dorfbewohner von der polnischen Administration aus Freist vertrieben.

### Demographie
| Jahr | Einwohner | Anmerkungen                                                      |
| ---- | --------- | ---------------------------------------------------------------- |
| 1818 | 127       | Dorf und Mühle, im Besitz des königlichen Amts                   |
| 1822 | 134       | Amtsdorf mit einer Wassermühle und einer Holzwärterei            |
| 1852 | 393       | Dorf                                                             |
| 1925 | 679       | darunter 667 Evangelische und zwölf Juden, aber keine Katholiken |
| 1933 | 649       | [ 10 ]                                                           |
| 1939 | 596       | [ 10 ]                                                           |

## Kirche

### Kirchspiel bis 1945
Die vor 1945 hier lebenden Dorfbewohner gehörten mit großer Mehrheit der evangelischen Konfession an. Die evangelischen Einwohner gehörten zum Kirchspiel Degendorf.
Das katholische Kirchspiel war in Lauenburg in Pommern.

### Polnisches Kirchspiel seit 1945
Die seit 1945 und Vertreibung der einheimischen Dorfbewohner anwesende polnische Einwohnerschaft ist größtenteils katholisch.
Hier lebende evangelische Polen sind dem Pfarramt in Stolp in der Diözese Pommern-Großpolen der Evangelisch-Augsburgischen Kirche in Polen zugeordnet, das eine gottesdienstliche Außenstation in Lauenburg i. Pom. unterhält.